# Hinterschneeberg
Hinterschneeberg ist eine Rotte in der Gemeinde Bad Gastein im österreichischen Bundesland Salzburg.

## Geografie
Hinterschneeberg gehört zur Ortschaft Bad Gastein und zur Katastralgemeinde Badgastein. Die Rotte liegt im Gasteinertal am Fuß des 2246 m ü. A. hohen Stubnerkogels. Durch das Siedlungsgebiet fließen der Esterbach und der Krallbach als linke Nebenbäche der Gasteiner Ache. Die Strecke der Tauernbahn führt durch den Ort. Sie quert hier den Krallbach über das Krallbach-Viadukt. In Hinterschneeberg wachsen der Vogelknöterich (Polygonum arenastrum) und das Mutterkraut (Tanacetum parthenium).

## Geschichte
Im von 1823 bis 1830 erstellten Franziszeischen Kataster sind die Flur Hinterschneeberg und die Höfe Ausweg, Göbl, Mandllehen, Schmalzgrub, Streitberg und Winterreith verzeichnet.

## Kultur und Sehenswürdigkeiten
Das Hofmuseum Hinterschneeberg am Streitberghof dokumentiert das Leben und die Arbeit am Bauernhof in früheren Zeiten. Die Sammlung umfasst alte Arbeitsgeräte von Bergbauern.
Der Hinterschneeberger Pass war eine der zahlreichen Krampus-Gruppen („Passen“) des Gasteinertals. Zu den weiteren in Hinterschneeberg aktiven Krampus-Gruppen zählt der 1947 gegründete Jaga-Pass.

## Infrastruktur
Die Siedlung ist über die Bushaltestelle Bad Gastein Hinterschneeberg an den öffentlichen Verkehr angeschlossen. Die eher schweren Mountainbikestrecken Erzherzog-Johann-Runde und Stubnerkogel-Almenrunde verlaufen durch den Ort.